# Alexander Anderson (illustratore)
Alexander Anderson (New York, 21 aprile 1775 – Jersey City, 17 gennaio 1870) è stato un incisore, illustratore e medico statunitense, pioniere dell'incisione sul legno in America.

## Biografia

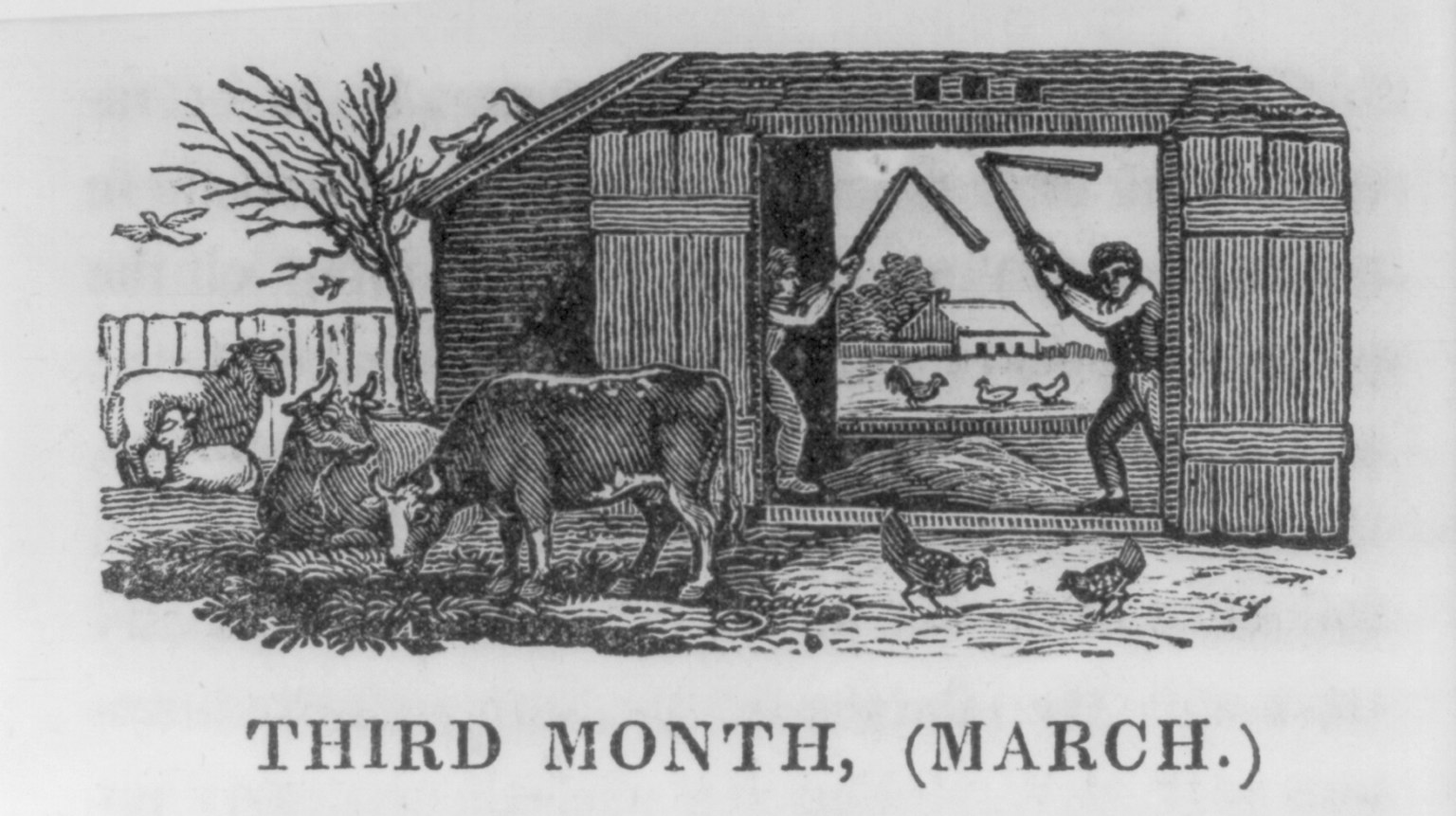
Marzo, 1818

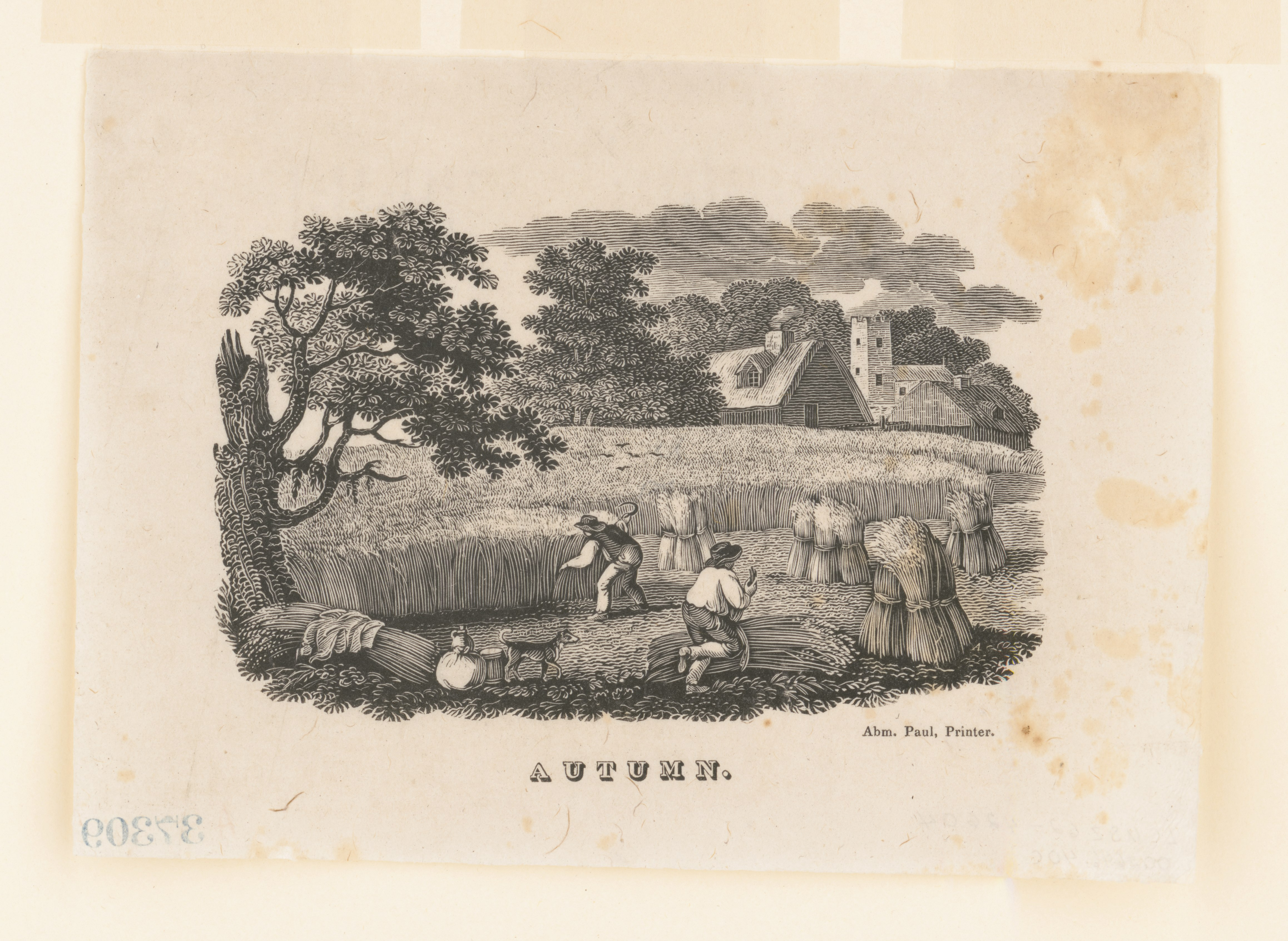
Autunno, 1820 circa

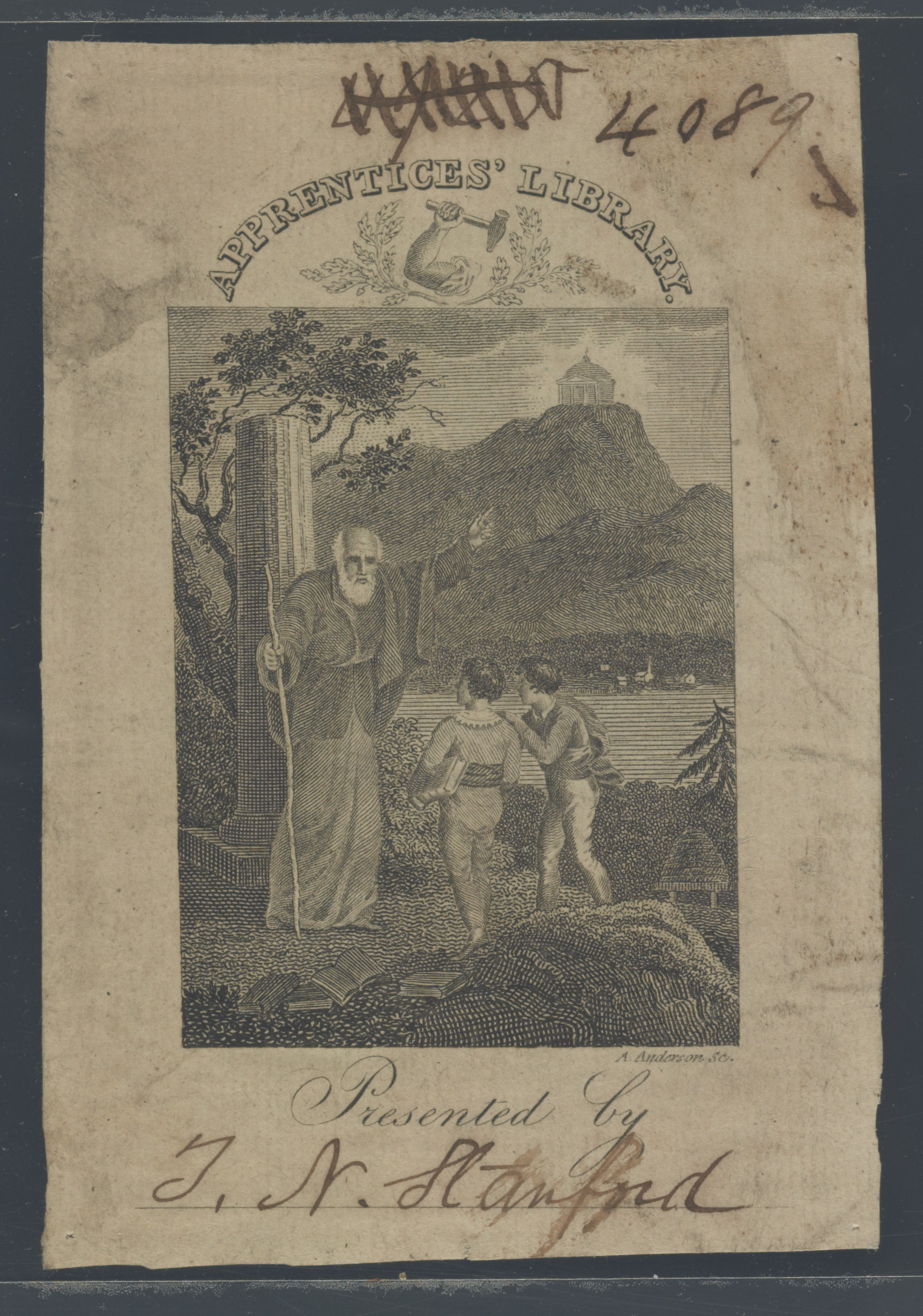
Apprentices' library, 1775

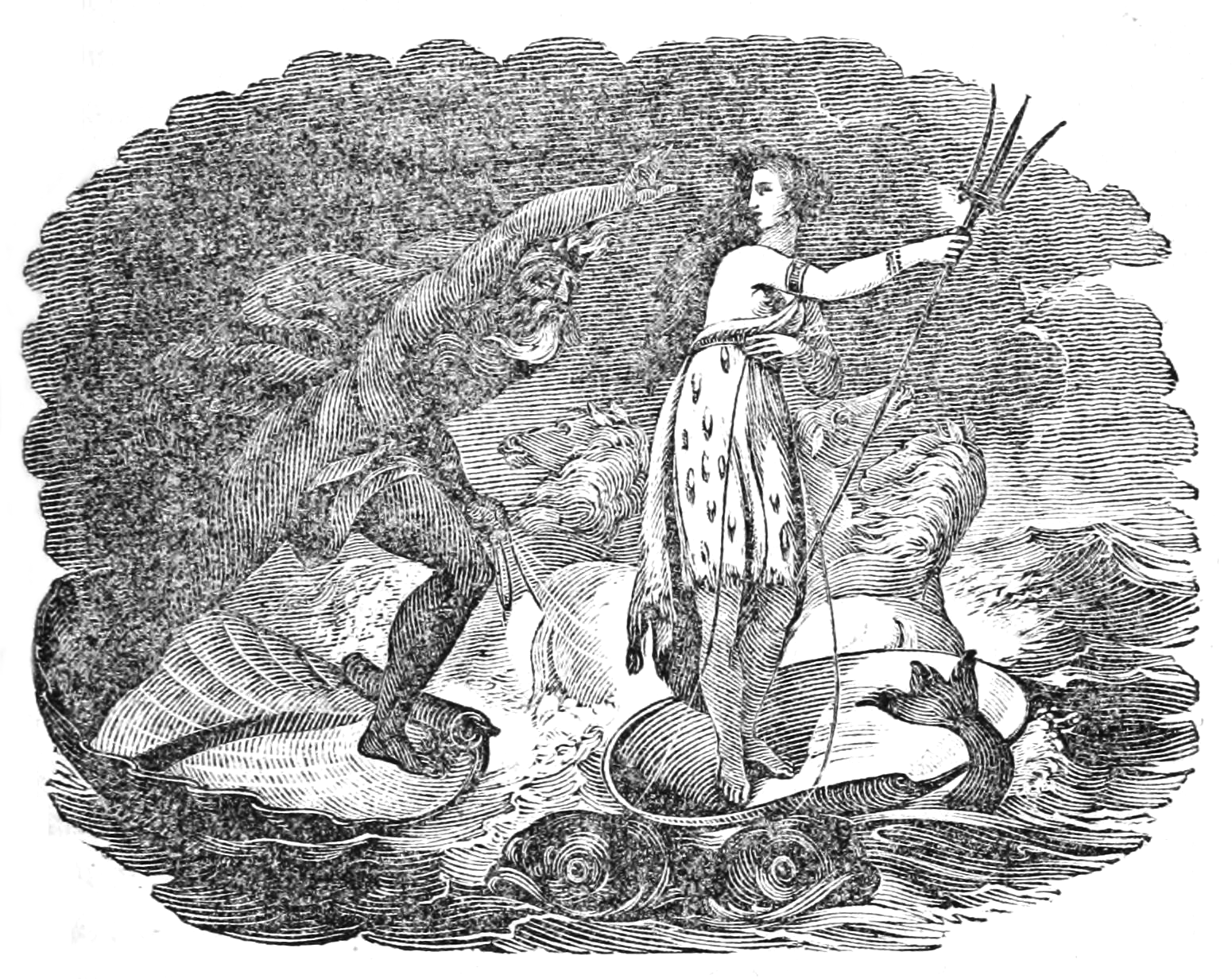
Columbia coglie il tridente di Nettuno, 1815

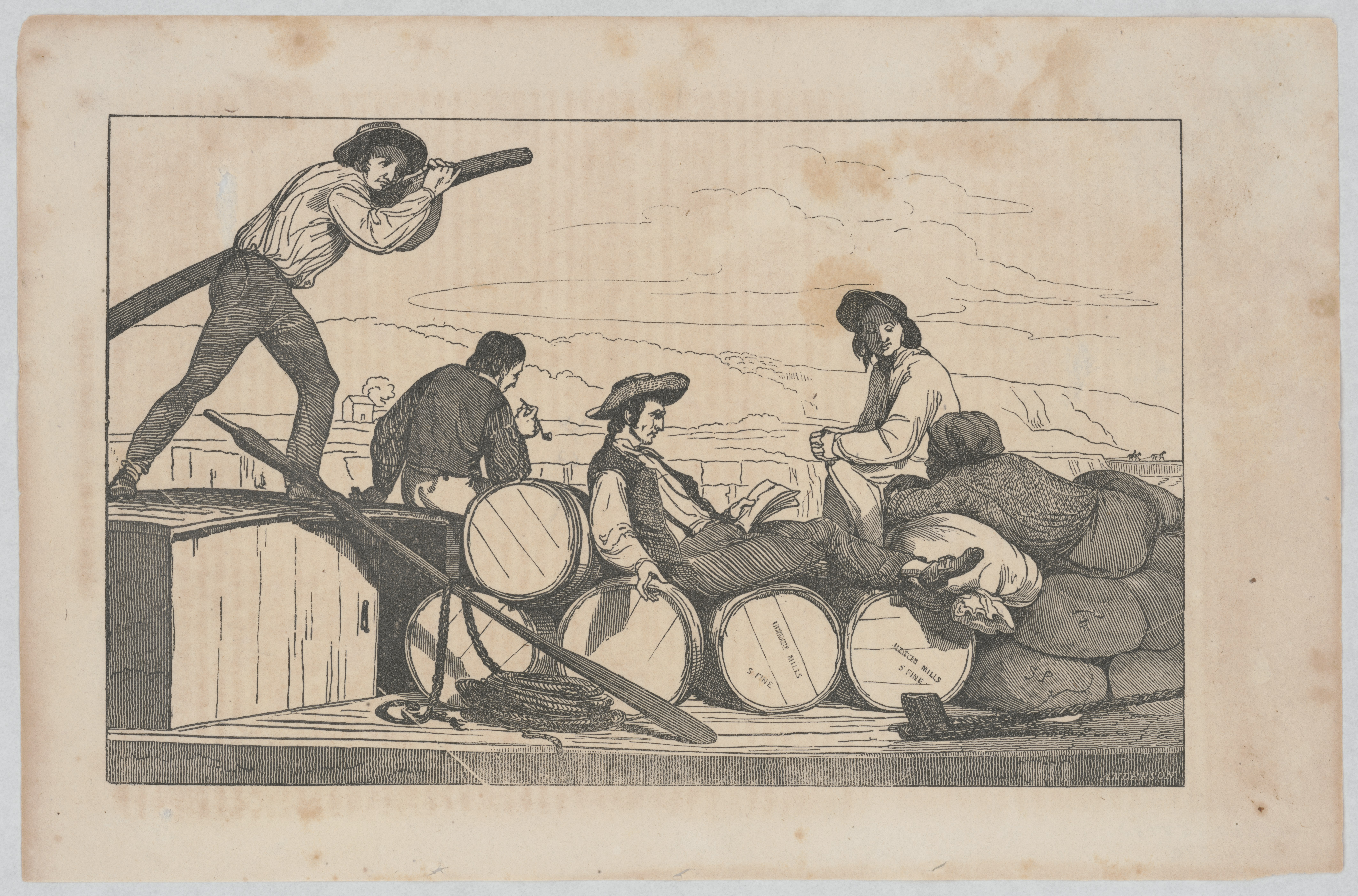
Cinque uomini su una barca piatta con barili e sacchi, 1845 circa

Alexander Anderson nacque il 21 aprile 1775 a New York, in una famiglia di origine scozzese, in cui il padre manifestava simpatie repubblicane e negli anni della nascita di Alexander era editore di un giornale repubblicano newyorkese, denominato The Constitutional Gazette.
All'età di dodici anni Anderson si avvicinò all'arte usando il bulino per passatempo, e contemporaneamente si interessò alle meraviglie della scienza, iniziando ad incidere copie di figure anatomiche dai libri di medicina.
Suo padre sostenne la sua passione per la medicina e lo aiutò a studiare per laurearsi come dottore in medicina, nel maggio 1796, nella facoltà del Columbia College.
Poco dopo il giovane Anderson incominciò a praticare l'incisione sul legno al posto di quella sul metallo, copiando le illustrazioni di un popolare libro inglese dal titolo Lo specchio per la mente (The Looking-Glass for the Mind), avendo come modello le incisioni in legno realizzate dal noto artista inglese Thomas Bewick.
Nel primo anno della sua pratica di medicina, il dottor Anderson disegnò e incise su legno, uno scheletro umano a figura intera, ma due anni dopo
la sua famiglia morì di febbre gialla, e lui soggiornò nelle Indie occidentali per visitare uno zio paterno.
Al suo ritorno decise di abbandonare la professione medica per dedicarsi a tempo pieno all'incisione, per la quale aveva ormai una grande passione.
Anderson ebbe successo come incisore e fino al 1820 usò sia il legno che il metallo, illustrando le prime edizioni del Libro di ortografia di Webster (Webster's Spelling-book), che per quasi un secolo è stato un fondamentale libro per le scuole degli Stati Uniti, con una fortissima tiratura.
Durante la sua lunga carriera Anderson incise molte migliaia di soggetti, tra i quali, nel 1799 incise sul rame la Storia degli ebrei (History of the Jews) di Flavio Giuseppe, nel 1808 eseguì su legno sessanta illustrazioni per un'edizione americana  Anatomy (Anatomy) di Bell copiata dagli originali, nel 1812 incise sul rame per illustrare una quarta edizione della Bibbia.
Alexander Anderson morì all'età di novantacinque anni il 17 gennaio 1870 a Jersey City.